# جادسون دوايت كولينز
جادسون دوايت كولينز (بالإنجليزية: Judson Dwight Collins)‏ هو مبشر أمريكي، ولد في 12 فبراير 1823 في Rose, New York ‏ في الولايات المتحدة، وتوفي في 13 مايو 1852 في ميشيغان في الولايات المتحدة.